# Flughafen Invercargill

i7
i11
i13
Der Flughafen Invercargill (englisch Invercargill Airport, IATA-Code: IVC, ICAO-Code: NZNV) liegt bei der Stadt Invercargill in der Region Southland auf der Südinsel in Neuseeland.
Während der 1950er Jahre wurde der Flughafen als Basis der US Air Force bei der Operation Deep Freeze genutzt. Große Flugzeuge, die von hier zur McMurdo-Station in der Antarktis starten, nutzen JATO-Raketen für den Start.

## Fluggesellschaften und Ziele

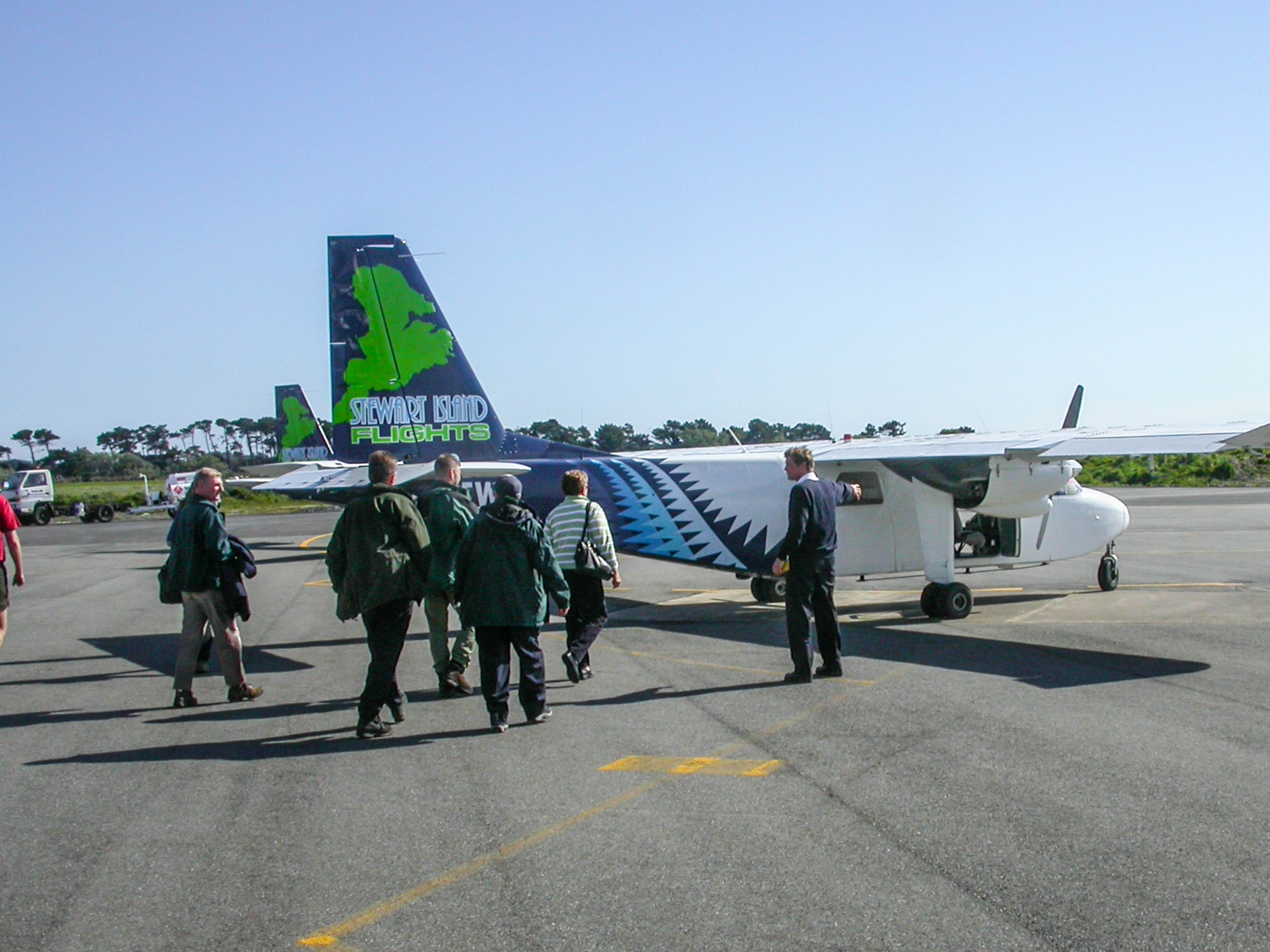
Flugzeug der Stewart Island Flights auf dem Vorfeld des Invercargill Airport

Die Fluggesellschaft Air New Zealand führt Flüge nach Auckland, Christchurch und Wellington durch. Für die täglichen Flüge nach Auckland werden Flugzeuge des Typs Airbus A320-200 eingesetzt, während für die mehrmals täglich angebotenen Flüge nach Christchurch beziehungsweise Wellington Turbopropflugzeuge der Typen ATR 72 beziehungsweise De Havilland DHC-8-300 genutzt werden. Zusätzlich bietet Stewart Island Flights mit Kleinflugzeugen Flüge nach Stewart Island an.

## Verkehrszahlen
| Geschäfts- jahr | Fluggastaufkommen |
| --------------- | ----------------- |
| 1995            | 194.000           |
| 2000            | 158.736           |
| 2002            | 185.285           |
| 2003            | 201.402           |
| 2004            | 234.022           |
| 2015            | 277.838           |
| 2016            | 289.836           |
| 2017            | 294.832           |
| 2018            | 307.000           |
| 2019            | 321.000           |

1. ↑  Die Geschäftsjahre enden jeweils am 30. Juni des angegebenen Jahres. Die Geschäftsjahre 1995 und 2000 endeten jeweils am 31. März des angegebenen Jahres.